# 将軍の娘/エリザベス・キャンベル
『将軍の娘/エリザベス・キャンベル』（原題：The General's Daughter）は、1999年公開のアメリカ合衆国のサスペンス映画。ネルソン・デミルのベストセラー小説『将軍の娘』を原作とする。サイモン・ウェストが監督し、出演はジョン・トラボルタとマデリーン・ストウなど。
批評家からは否定的な評価を受けたが、興行的には成功し、推定予算6,000万ドルから9,500万ドルに対し、全世界で1億4,970万ドルの興行収入をあげた。

## あらすじ
ジョージア州にあるアメリカ陸軍の基地内で殺人事件が発生。被害者は、次期副大統領が有力視されているジョー・キャンベル中将の一人娘であるエリザベス・キャンベル大尉だった。陸軍犯罪捜査部(CID)捜査官のポール・ブレナー准尉は、元恋人だったレイプ事件専門の女性捜査官サラ・サンヒル准尉と否応なくコンビを組まされて、共に事件の捜査にあたる。
やがて、被害者のエリザベス大尉は、才色兼備でありながら基地内のほとんどの男性将校と寝ていたという意外な事実が明らかとなるが、事件の核心に迫ろうとする2人に見えざる圧力がかかってくる…。
本来、軍人であれば上官には逆らえない。捜査の中で浮かび上がる上層部の腐敗と、父親でもあり基地の頂点である将軍としての立場を考慮しながら、正義の狭間に置かれたポールの判断が迫る。

## キャスト
※括弧内は日本語吹替
- ポール・ブレナー准尉 - ジョン・トラボルタ（井上和彦）
- サラ・サンヒル准尉 - マデリーン・ストウ（弘中くみ子）
- ジョー・キャンベル中将 - ジェームズ・クロムウェル（糸博）
- ウィリアム・ケント憲兵大佐 - ティモシー・ハットン（山路和弘）
- エリザベス・キャンベル大尉 - レスリー・ステファンソン（英語版）（沢海陽子）
- ヤードリー署長 - ダニエル・フォン・バーゲン（小山武宏）
- ジョージ・ファウラー大佐（高級副官） - クラレンス・ウィリアムズ3世（手塚秀彰）
- ロバート・ムーア大佐 - ジェームズ・ウッズ（原康義）

## 作品の評価

### 映画批評家によるレビュー
本作は批評家からはおおむね否定的な評価を受けた。レビューアグリゲーターのRotten Tomatoesでは、89のレビューに基づく支持率は21％で、平均スコアは10点満点中4.4点であった。同サイトの批評家のコンセンサスは、「コントのような演技と大げさなシークエンスで、ほとんどドラマになっていない」というものだった。Metacriticでは、24人の批評家による100点満点中47点で、「賛否両論、または平均的な評価」を示している。CinemaScoreによる観客の評価は、AからFの尺度で「B+」であった。
ロジャー・イーバートは、本作はよくできており、演技も信頼できると評したが、「不必要なほど生々しく、ぞっとするような死のシーンがあったため、最後には汚れたような気分になった」と述べた。ニューヨーク・タイムズ紙のジャネット・マスリンは、トラボルタが「楽しく楽に」映画を運んだこと、バートリーニとゴールドマンの脚本がストウやウッズのやりとりに「十分にスマートで愉快な会話」を提供したことを評価したが、ウェストの演出については、「良い俳優を十分に活用できていない一方で、ストーリーの醜い面を不必要に強調し」、その主題を怠惰な「フェティシズム的なタッチ」で表現していると批判し、「この映画が気にかけているのは、犯罪行為そのものとその方法だけだ」と結論づけた。オースティン・クロニクル紙のラッセル・スミスは、トラボルタ、ストウ、ウッズの演技を賞賛したが、物語を作り上げる際に脚本家と監督の間に断絶があったと感じ、「『将軍の娘』は、その高尚さと安っぽい刺激との融合によって、あらゆる種類の認知的不協和を刺激する。とても奇妙で、とても気持ち悪い。異常性愛を専攻する心理学大学院生には強く勧められるが、そうでない人はおそらく見逃しても後悔しないだろう」と評した。ローリング・ストーン誌のピーター・トラヴァースも、トラヴォルタとストウが二人の相性の良さで観客を「良い意味で注意散漫」にさせたことを称賛する一方で、脇役を「よく揚げたフロイト的メロドラマ」に「漂流」させたウエストを批判し、「薄気味悪い混乱、ゴシック調の決まり文句でぐつぐつ煮えた南部料理」と呼んだ。ワシントン・ポスト紙のリタ・ケンプリーは、筋書き全体に渡る女性差別ネタにふけることで「軍の不正に対する批判的な視線」を誇示していると批判し、「軍内の縁故主義と二枚舌に対する説得力のある告発にはなっていない。隠蔽や性差別は社会全体で続いている問題だが、この映画は解決策を提示していない。二兎を追って一兎も得ていない」と評した。

### 興行収入
本作のオープニング週末興行収入は2,230万ドルで、『ターザン』、『オースティン・パワーズ』に次ぐ3位だった。6,000万ドルから9,500万ドルの推定予算に対して、米国だけで約1億300万ドルを稼ぎ出し、世界興行収入1億5,000万ドルに貢献した。